# Animation Magic
Animation Magic или «Ма́гия анима́ции» — российско-американская студия разработчиков, изначально основанная в Гейтерсберге. Её дочерняя студия «АМИ» была основана в России в Санкт-Петербурге в 1992 году. Студия была закрыта в 2001 году. Изначально Animation Magic была основана как американская студия, которая в какой-то момент наняла штат аниматоров из России, основав петербургское подразделение OOO «АМИ». Через несколько лет основную деятельность компания осуществляла уже в России, собрав штат из более 100 сотрудников, в то время как американский коллектив занимался заказами и сценарием. Дейл Дешарон, основатель компании, занимался разработкой, но фактически ей руководили предприниматели Игорь Разбов и его коллега Борис Бигулаев.
В 1998 году было основано киевское подразделение «КАМИ». После роспуска «АМИ», «КАМИ», переименованная в Boston Animation, продолжила основную деятельность российской предшественницы и предположительно просуществовала до 2006 года.
Компания занималась созданием анимаций к компьютерным играм для компакт-дисков, в частности к таким играм, как Link: The Faces of Evil , Zelda: The Wand of Gamelon, Mutant Rampage: Bodyslam, Pyramid Adventures, I.M. Meen, Chill Manor, Hotel Mario, King’s Quest VII: The Princeless Bride, Darby the Dragon и невыпущенной Warcraft Adventures: Lord of the Clans.
В России и Украине Animation Magic выступила своеобразной кузницей кадров в 1990-е годы, когда в этих странах ещё не существовало игровой индустрии. Выходцы студии сформировали новое поколение аниматоров и геймдизайнеров постсоветского пространства. В западных странах компания прежде всего известна за создание видеоигр с кат-сценами сомнительного качества, в частности кадры Zelda CD-i приобрели особую популярность на YouTube в качестве интернет-мемов.

## История
Студия была изначально основана геймдизайнером Дейлом Дешароном в США для разработки игр, предназначенных для компакт-дисков. Ещё в 1980-е годы он занимался разработкой игр для Atari и Commodore, самой известной его игрой была Below the Root 1984 года выпуска. Дешарон сыграл одну из ключевых ролей в развитии игр для компакт-дисков. В частности, его команда утвердила Red Book Audio как основной стандартный носитель для CD-ROM-игр. Позднее Дешарон стал работать на бостонскую компанию Spinnaker Software, подписавшую контракт с Philips на разработку игровой приставки CD-i. В тот момент многие, в том числе и Дешарон, видели большую перспективу в развитии индустрии CD-ROM-игр, на которых было гораздо больше места, чем на игровых картриджах и дискетах. В Spinnaker он возглавил команду, занимавшуюся разработкой серии игр и обучающих программ для будущей приставки.
Однако Дешарон не видел перспективности в дальнейшей работе на Spinnaker. Разработчик заметил, что на фоне быстрого развития домашних компьютеров характеристики ещё не выпущенной приставки CD-i быстро устаревали, её выпуск при этом постоянно откладывался, а руководство Philips не было заинтересованно в её модернизации и доработке. В Philips не рассматривали компьютерные игры в качестве основного рынка потребления у владельцев CD-i. Ситуация изменилась, когда программное обеспечение CD-i поступило в продажу, но спросом пользовались только игры. При этом сама приставка на момент выхода обладала устаревшим аппаратным обеспечением и не была рассчитана для игр.
Выполнив обязательства по разработке семи игр для CD-i, Дешарон и основной состав разработчиков решили не задерживаться в Spinnaker и основать собственную студию Animation Magic. American Interactive Media, подразделение Philips, предложила новой студии разработать две игры по вселенной The Legend of Zelda, выделив на разработку каждой игры около 600 000 долларов США — очень скромную сумму, учитывая, что на зарплату и обслуживание технического сотрудника в США уходило около 100 000 долларов в год, и само оборудование стоило больших денег. На тот момент команда разработчиков состояла из около десяти человек, притом, что в студию ещё не были наняты аниматоры. American Interactive Media в свою очередь требовала создания множества анимационных роликов, которые раскрыли бы преимущества CD-i перед играми, распространяемых на картриджах. Дешарон понимал, что с имеющимся бюджетом это невыполнимо, и ему потребуется найти аниматоров за границей, которым можно было бы платить гораздо меньше. Средняя зарплата американского аниматора составляла 70 долларов в час, однако студия не могла позволить себе даже аниматоров из Филиппин, Индии, Японии или Тайваня, бравших за час работы от 25 до 40 долларов. Решение проблемы было найдено в России, где после распада СССР осталось множество безработных художников, ранее участвовавших в создании советских мультфильмов, которые готовы были работать за самый низкий оклад — дешевле аниматоров из азиатских стран.

### Российские партнёры
Когда Дешарон, основатель Animation Magic, искал иностранных аниматоров для своих проектов, он познакомился с Игорем Разбовым — российским иммигрантом, который после распада СССР захотел вернуться обратно в Санкт-Петербург и основать там студию, предоставляющую услуги американским компаниям. Дешарон и Разбов отправились в Санкт-Петербург, где зарегистрировали дочернюю компанию ООО «АМИ» со 100 % американским уставным капиталом. Найти нужных аниматоров оказалось невозможно, так как в постсоветском пространстве не было людей, умевших создавать анимации на компьютере. Тогда Разбов собрал команду из шести художников-стажёров и увёз их в США на обучение. Далее команда должна была вернуться в Россию и использовать полученные знания для обучения нового поколения аниматоров. Работники студий создавали сцены вручную, а затем сканировали кадры, получали цифровые копии и накладывали цвета.
После окончания работы над двумя играми по вселенной Zelda, Дешарон и Разбов продолжили совместную разработку игр: американская команда Дешарона занималась гейм-дизайном и конечной сборкой, а команда Разбова — графикой и анимациями. В 1994 году вышла игра Mutant Rampage: Body Slam. К этому моменту интерес к CD-i практически угас, и Animation Magic решила переключиться на разработку игр для ПК. На тот момент «АМИ» возглавил Борис Бигулаев, а в команду аниматоров входило около 20 человек. Студия начала принимать заказы на создания анимаций к играм и поучаствовала в создании полутора десятков проектов, включая I.M. Meen, Baba Yaga and the Magic Geese, Darby the Dragon. В основном студия работала над интерактивными сказками и квестами. «АМИ» была причастна к созданию значительной части обучающих игр 90-х годов.
За это время капитал и штат сотрудников заметно вырос, и компания впервые приняла заказ на высокобюджетный проект — Warcraft Adventures: Lord of the Clans. Американская команда занималась созданием сценария и записью звука, остальную часть взяла на себя «АМИ». Тем не менее, к концу разработки Blizzard, наблюдавшая стремительную потерю интереса игроков к квестам, решает отказаться от проекта. Команда принимала участие в разработке серии автосимуляторов NASCAR от Papyrus и Sierra, создавая для этих игр арты, трёхмерные объекты и частично занимаясь игровым движком. Игра NASCAR Racing 4 была более чем наполовину создана в Петербурге.

### Основание украинского подразделения и упадок
В 1998 году Разбов и Бигулаев решили открыть ещё один дочерний офис в Киеве, названный «Киевским АМИ», или «КАМИ». Со временем офис оброс собственными сотрудниками.
На рубеже 1990-х и 2000-х годов Animation Magic стала активно менять собственников и прошла через ряд поглощений, в результате чего стала частью Vivendi Universal Publishing. В 2001 году, переживая финансовые трудности, Vivendi решила распустить штат работников «АМИ», предварительно заплатив всем сотрудникам на полгода вперёд. Бигулаев и Разбов переехали во Флориду в США и продолжили бизнес. Дешарон продолжил заниматься разработкой игр совместно с «КАМИ», которая после ликвидации «АМИ» стала самостоятельным подразделением, фактически переняв его роль.
История с украинской Boston Animation во многом повторилась: американская команда занималась продюсированием, а за остальные этапы разработки и обучение новых сотрудников отвечала команда из Киева. В основном это были обучающие игры, созданные по заказу Simon & Schuster Interactive, но были и самостоятельные проекты. Самый известный проект Boston Animation — Darkened Skye, который по совместительству является первой высокобюджетной игрой от украинских разработчиков. Позже студия принимала участие в разработке Leisure Suit Larry: Magna Cum Laude, Brute Force и двух дополнений к Star Wars: Galaxies, а также создавала арты для Freelancer. Примерно к 2006 году компания прекратила свою деятельность, что в том числе было связано со смертью Дэйла Дешарона, основателя Animation Magic.

## Строение «АМИ»
В 1990-е годы «АМИ» была крупнейшей студией разработчиков на постсоветском пространстве. Разбов и Бигулаев переняли на себя обязанность по бизнес-части компании, а её американский основатель Дейл Дешарон и его американская команда сосредоточились на создании сценария и концептов. Порядки внутри кампании по меркам 90-х годов были суровыми; они включали штрафы за опоздания и запрет на распитие алкоголя. Сотрудники постоянно перерабатывали, их рабочий день длился 10—11 часов. Учитывая крайне высокий уровень безработицы в то время и сравнительно высокие зарплаты, сотрудники держались за свои места, однако когда в конце 90-х в России стали появляться конкуренты, многие сотрудники «АМИ» покинули компанию из-за неоправданно строгих по их мнению правил. Около половины всех сотрудников составляли женщины, что было необычным для команды разработчиков, хотя женщины занимались прежде всего дизайном, фонами и анимациями.
Пока американская команда искала заказчиков, работала над сценарием и озвучиванием, российская команда занималась программированием, тестированием, анимациями и фонами. Так как заказы поступали постоянно, у компании не было периодов простоя. Сложнее всего для «АМИ» было найти аниматоров, так как, в отличие от Москвы, в Петербурге не было развитой школы анимации. По этой причине компания организовывала собственные курсы, пригласив специалиста из Леннаучфильма. Лучшие студенты в итоге оставались работать аниматорами. Для создания фонов набирали выпускников из Мухинского училища и Академии художеств, обучая их пользоваться Adobe Photoshop. Когда трёхмерные игры стали набирать всё большую популярность, работавших на «АМИ» аниматоров стали обучать создавать 3D-модели и рендеры. В целом компании было выгоднее обучить имеющегося сотрудника, а не найти нового с требуемой квалификацией. В период своего расцвета в «АМИ» работало около 150 человек.

## Наследие
«АМИ» — одна из первых крупных игровых студий России, при этом она практически неизвестна на территории России, так как работала над проектами, предназначенными прежде всего для западного рынка. «АМИ» чаще всего вспоминают в контексте отменённой игры Warcraft Adventures: Lord of the Clans и некачественных кат-сцен к играм Link: The Faces of Evil и Zelda: The Wand of Gamelon.
Так как на момент основания «АМИ» в постсоветском пространстве ещё не было людей, умевших создавать анимации на компьютере, заниматься разработкой игрового процесса и дизайном уровней, компания занималась обучением новых сотрудников; через неё за несколько лет прошло несколько сотен человек, что превратило «АМИ» в своеобразную кузницу кадров. Многие сотрудники «АМИ» потом устраивались в зарубежные компании или принимали участие в разработке амбициозных проектов в России. Большинство аниматоров из «АМИ» осели в других мультимедийных российских компаниях и оказали серьёзное влияние на формирование анимационной и игровой индустрии в постсоветской России. Выходцы из «АМИ» сформировали команду разработчиков в петербургской студии Creat Studios, создававшей модели для игр The Sims и её дополнений, персонажей и врагов для Quake 4, автомобили и локации для True Crime: Streets of LA., а также синематики для игр Destroy All Humans, Star Wars: The Clone Wars, Star Wars: Jedi Knight II — Jedi Outcast и Star Wars Jedi Knight: Jedi Academy. Треть сотрудников «АМИ» основала студию VZ.lab., создавшею серию игр «Ядерный Титбит». Многие сотрудники, принимавшие участие в создании Mutant Rampage: Bodyslam в итоге стали успешными разработчиками. Один из них, Владимир Черныш, основал студию Saber Interactive, разработавшую такие игры, как Will Rock и TimeShift. Другой разработчик из «АМИ», Александр Александров, занял должность ведущего продюсера в Sperasoft и работал над AAA-играми Electronic Arts, Ubisoft и Microsoft, такими как Halo Infinite.
Украинское подразделение «КАМИ», а затем самостоятельная компания Boston Animation, также стала «кузницей кадров», обучавшей в Киеве новых аниматоров и игровых дизайнеров. Так, оттуда вышел Максим Новиков, один из создателей Chasm: The Rift, а многие другие сотрудники в будущем работали над играми S.T.A.L.K.E.R., Metro, Cryostasis, Vivisector, You Are Empty и другими.
Многие аниматоры из «АМИ» продолжили свою карьеру в российской мультпликации. Например, Надежда Кузнецова, работавшая менеджером отдела анимации «АМИ», запустила проект «Смешарики», над которым работали и другие выходцы из «АМИ». Олег Куваев стал автором известного флеш-сериала «Масяня», Ринат Газизов стал одним из режиссёров «Маши и медведя» и «Царевен». Ключевой аниматор Илья Максимов в будущем создавал клипы для российских звёзд, например, Филиппа Киркорова, Анжелики Варум, Наташи Королёвой, работал в анимационной студии «Мельница», срежиссировав мультфильмы «Приключения в Изумрудном городе», «Карлик Нос» и «Добрыня Никитич и Змей Горыныч».